# Microvalgus yilgarnensis
Microvalgus yilgarnensis är en skalbaggsart som beskrevs av Blackburn 1892. Microvalgus yilgarnensis ingår i släktet Microvalgus och familjen Cetoniidae. Inga underarter finns listade i Catalogue of Life.